# Seksequota in de Belgische politiek
Seksequota in de Belgische politiek zijn regels die de man-vrouwverhouding op kieslijsten en in politieke organen omkaderen om onevenwichten tegen te gaan. Ze bestaan sinds 1994 en zijn in 2002 verankerd in de Grondwet. De quota hebben de ondervertegenwoordiging van vrouwen in de Belgische politiek gevoelig verminderd maar niet weggewerkt.

## Context
Vrouwen zijn sinds 1921 verkiesbaar in het parlement. De Belgische Werkliedenpartij bracht onmiddellijk Marie Spaak-Janson via coöptatie in de senaat en had met Lucie Dejardin de eerste vrouwelijke verkozene in 1929, maar het bleven uitzonderingen. De late verwerving van vrouwenkiesrecht in 1948 bracht weinig soelaas. Het meestemmen van vrouwen bij de verkiezingen van 1949 zorgde voor zes seksegenoten in de Kamer van volksvertegenwoordigers. Al bij al bleef de politiek een mannenbastion. Op een vrouwelijk regeringslid was het wachten tot Marguerite De Riemaecker-Legot in 1965 minister van Gezin en Huisvesting werd voor de CVP. In de jaren 1970 ruimde het feminisme van het verschil plaats voor de tweede feministische golf waarbij vrouwenorganisaties campagne voerden om het stemgedrag te veranderen. Zo zorgde Stem vrouw bij de verkiezingen van 1974 tot een verdubbeling van het aantal vrouwelijke parlementsleden tot 26. Met 6,6% bleven vrouwen ondervertegenwoordigd; pariteit bleek moeilijk via louter sensibilisering.

## Wetgeving
De wet Smet-Tobback, aangenomen na jarenlang debat, voerde in 1994 eenzelfde seksequotum in voor alle verkiezingen. Kieslijsten mochten voortaan voor niet meer dan twee derde uit personen van hetzelfde geslacht bestaan. Deze wetgeving werd toegepast bij de gemeenteraads- en provincieraadsverkiezingen van dat jaar en bij de federale verkiezingen in het volgende jaar, zij het in een overgangsregeling die vrouwelijke kandidaten ten minste een vierde van de plaatsen op de lijsten garandeerde. Bij de verkiezingen van 1999 werd dit aangescherpt tot een derde. Het resultaat, een kwart vrouwelijke parlementsleden, was een vooruitgang die tegelijk duidelijk maakte dat partijen niet steeds de meest verkiesbare plaatsen hadden aangeboden.
De grondwetsherziening van 2002 voegde een nieuw artikel 11bis in dat de onderscheiden wetgevers verplichtte de gelijke toegang van vrouwen en mannen tot verkiesbare en openbare mandaten na te streven. Voorts werd bepaald dat de federale en deelstatelijke regeringen personen van verschillend geslacht moesten tellen, wat dus minstens één vrouwelijke minister garandeerde. Ook in uitvoerende organen op lokaal niveau (provincies, gemeenten, OCMW's...) dienden minimaal één vrouw en één man te zetelen, behalve wanneer het om rechtstreeks verkozen functies ging.
Datzelfde jaar nam het federaal parlement drie pariteitswetten aan, die een gelijke sekseverdeling van de kandidaten op kieslijsten oplegde voor de Europese, federale en deelstatelijke verkiezingen. Volgens deze wetten mocht het verschil tussen het aantal kandidaten van elk geslacht op een lijst (incl. opvolgers) niet groter zijn dan één. Daarenboven moesten de eerste twee kandidaten op elke lijst van verschillend geslacht zijn (beperkt ritsprincipe). Volgens een overgangsbepaling volstond het bij de eerstvolgende verkiezingen dat de eerste drie kandidaten niet tot hetzelfde geslacht behoorden. Zelfs met deze verzachting zorgden de pariteitswetten er mee voor dat het aantal vrouwelijke verkozenen in het federale parlement in 2003 voor het eerst boven de 30% ging.

### Lokaal
In navolging van dit succes en van de Grondwet, wijzigden ook de gewesten hun regels om op lokaal vlak de pariteitsregel en het beperkte ritsprincipe in te voeren. Het Waals en Brussels Hoofdstedelijk Gewest deden dat in 2004, het Vlaams Gewest volgde in 2006. De aanpassing van het Vlaamse Gemeentekiesdecreet voorzag aanvankelijk in een rits over de eerste drie plaatsen op de lijst, maar in 2011 werd dat zoals in de andere gewesten de eerste twee plaatsen.
Bij de Waalse gemeenteraadsverkiezingen (niet in de Duitstalige Gemeenschap) is er sinds 2013 bovendien een strikt ritsprincipe: een lijst moet afwisselend kandidaten man-vrouw bevatten, met uitzondering van de laatste kandidaat als er een oneven aantal kandidaten zijn.

## Voetnoten
1. ↑  Wet van 24 mei 1994 tot bevordering van een evenwichtige verdeling van mannen en vrouwen op de kandidatenlijsten voor de verkiezingen
2. ↑  Precieze formulering: Op een lijst mag het aantal kandidaten van hetzelfde geslacht niet meer bedragen dan twee derde van het totaal verkregen door de som van het aantal bij de verkiezing te begeven zetels en het maximaal aantal toegelaten kandidaat-opvolgers.
3. ↑  Wijziging van de Grondwet van 21 februari 2002
4. ↑  Wet van 17 juni 2002 tot waarborging van een gelijke vertegenwoordiging van mannen en vrouwen op de kandidatenlijsten voor de verkiezingen van het Europees Parlement
5. ↑  Wet van 18 juli 2002 tot waarborging van een gelijke vertegenwoordiging van mannen en vrouwen op de kandidatenlijsten van de kandidaturen voor de verkiezingen van de federale Wetgevende Kamers en van de Raad van de Duitstalige Gemeenschap
6. ↑  Bijzondere wet van 18 juli 2002 tot waarborging van een gelijke vertegenwoordiging van mannen en vrouwen op de kandidatenlijsten van de kandidaturen voor de verkiezingen van de Waalse Gewestraad, de Vlaamse raad en de Brussels Hoofdstedelijke raad
7. ↑  La "tirette" pour les communales de 2018 en Wallonie, L'Echo, 29 januari 2013